# Historia Sopotu

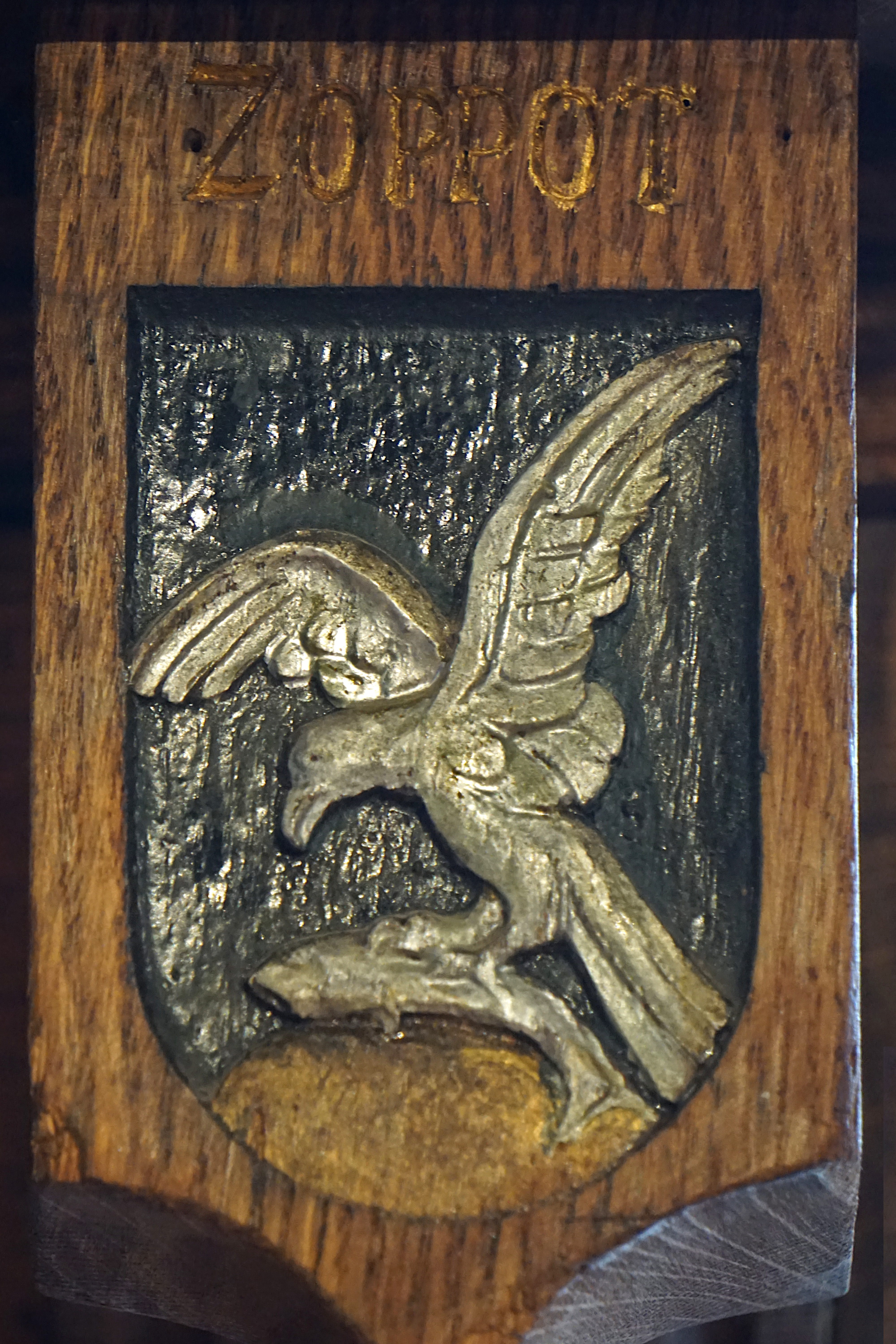
Herb Sopotu w sali plenarnej staromiejskiego ratusza w Gdańsku

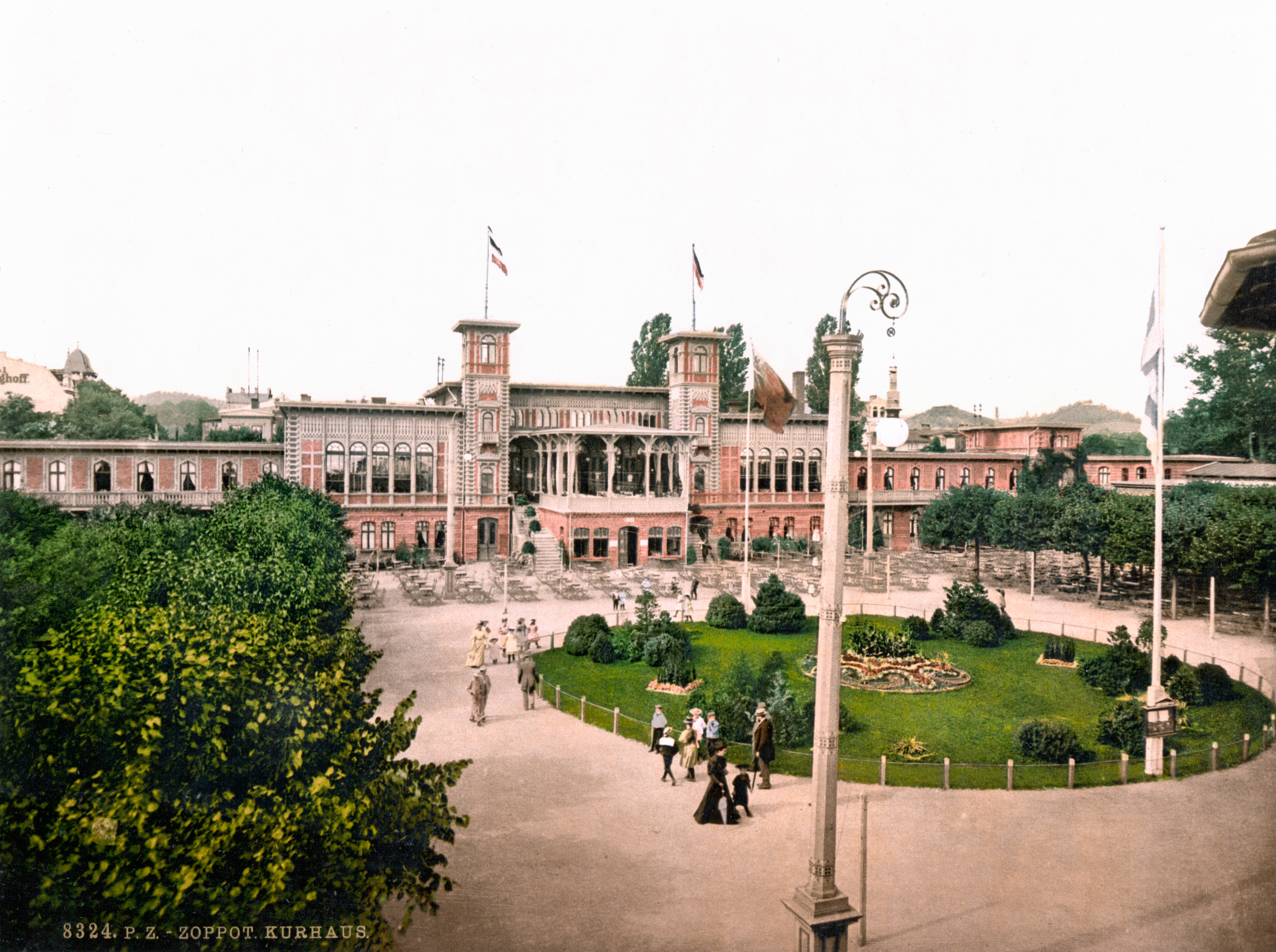
Dom Zdrojowy istniejący w latach 1880-1909 (fot. z końca XIX w.)

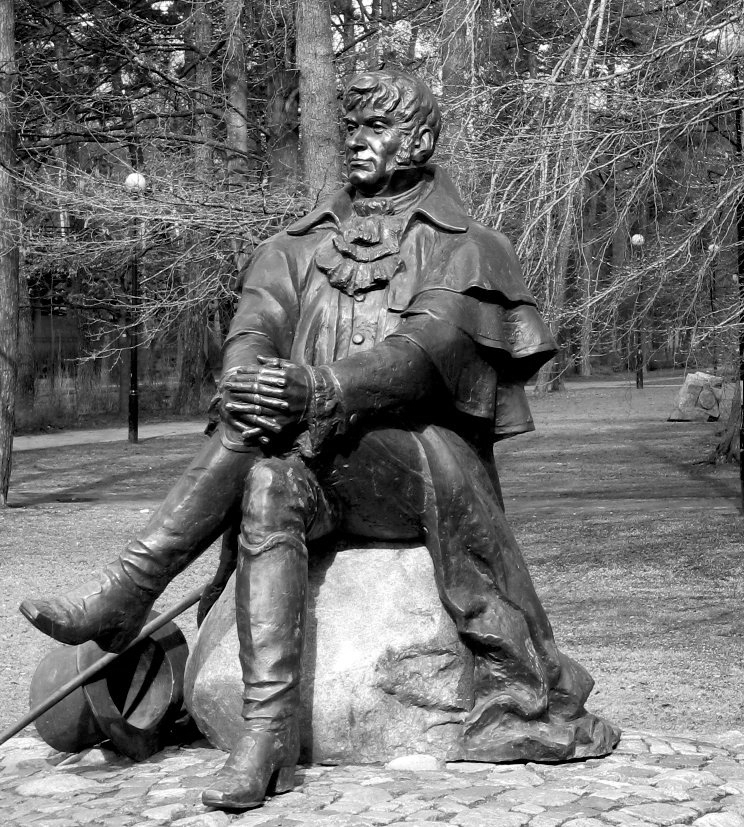
Jean Georg Haffner – pomnik w Sopocie

Historia Sopotu – pierwsza wzmianka o Sopocie pochodzi z 1283, kiedy to małą wioskę rybacką książę pomorski Mściwój II podarował cystersom oliwskim. To oni wówczas gospodarowali Sopotem przez prawie 500 lat. Po I rozbiorze Polski w 1772 Sopot znalazł się na obszarze zaboru pruskiego i przeszedł pod administrację Królestwa Prus.
Od połowy XVI wieku bogaci patrycjusze gdańscy i dyplomaci obcych państw zaczęli budować w Sopocie swoje letnie rezydencje. W tym czasie pojawiły się pierwsze próby organizowania specjalnych miejsc do kąpieli morskich, ale rozwój kąpieliska nastąpił trochę później.
Po klęsce Napoleona w Rosji i odwrocie armii francuskiej z Moskwy, w Gdańsku pozostał chirurg major Jean Georg Haffner, który kupił tu kawałek ziemi i w 1823 wybudował zakład kąpielowy (łazienki). Rok później postawił Dom Zdrojowy, następnie założył okoliczny park, istniejący do dziś, wytyczył także ścieżki spacerowe i zbudował pierwsze molo. Wówczas po tym okresie do Sopotu zaczęli przybywać pierwsi kuracjusze. Sopot został uznany kąpieliskiem.
Po uruchomieniu w 1870 połączenia kolejowego Koszalin – Gdańsk z kontynuacją do Warszawy nastąpił szybki rozwój Sopotu. W 1875 uruchomiono Browar Zameczek Górski (Bergschlösschen Brauerei Zoppot). Przybywało domów wczasowych, willi, przyjeżdżało coraz więcej kuracjuszy. Założone przez Haffnera Przedsiębiorstwo Kąpielowe pozostawało własnością prywatną do 1877, kiedy to zostało odkupione przez sopocką gminę i od tego czasu pozostaje w jej rękach. 8 października 1901 Sopot otrzymał prawa miejskie, a od 1902 posiada swój własny herb, zatwierdzony przez cesarza Wilhelma II. w 1903 zbudowano Zakład Balneologiczny, gdzie stosowano różne kąpiele w podgrzewanej wodzie morskiej, masaże, okłady borowinowe itp. Licznymi kuracjuszami w Sopocie byli Polacy. Sopot stawał się modnym miejscem w Europie, nazywano go Riwierą Północy. Powstały korty tenisowe, tor wyścigów konnych, wznoszono nowe kamienice i liczne wille. W 1909 rozpoczęła swoją działalność Opera Leśna. Przed rozpoczęciem I wojny światowej Sopot był znanym europejskim kąpieliskiem, posiadającym bezpośrednie morskie połączenia z Europą.
Po traktacie wersalskim w 1920 Sopot wszedł w skład Wolnego Miasta Gdańsk. W 1920 założono kasyno gry, a w 1927 oddano do użytku Grand Hotel. Drewniane molo przedłużono do obecnej długości 511,5 m. Od tego czasu molo nie przechodziło większych zmian. Przeprowadzane były tylko konieczne remonty.
Po II wojnie światowej w 1945 Sopot został włączony do Polski, zaś pozostającą jeszcze w mieście ludność niemiecką wysiedlono, a ich miejsce zajęli Polacy z Pomorza, Kresów Wschodnich i Polski Centralnej. W tym też roku miało miejsce utworzenie Filharmonii Bałtyckiej, Teatru Dramatycznego, Wyższej Szkoły Sztuk Pięknych oraz Instytutu Muzycznego. W 1948 roku miała miejsce I Wystawa Sztuk Plastycznych w Sopocie (poprzednik Festiwalu Sztuk Plastycznych w Sopocie). W 1961 miasto ponownie zyskało rozgłos, kiedy zorganizowano tu I Międzynarodowy Festiwal Piosenki. W grudniu 1974 roku powstało Towarzystwo Przyjaciół Sopotu (władze miejskie na siedzibę przydzieliły mu klasycystyczny dworek przy ul. Józefa Czyżewskiego). W kwietniu 1980 roku wybuchł pożar budynków Biura Wystaw Artystycznych (BWA).
8 października 2001 miasto obchodziło uroczystości 100-lecia nadania Sopotowi praw miejskich.

## Kalendarium
- od VIII w. do 1. poł. X w. – gród; obecnie zrekonstruowany (grodzisko w Sopocie)
- 1283 – pojawiła się pierwsza wzmianka o miejscowości Sopoth w akcie donacyjnym księcia pomorskiego Mściwoja II na rzecz klasztoru cystersów w Oliwie; później była to wieś opactwa cystersów w Oliwie w województwie pomorskim[8]
- 1798 – hrabia Kajetan Onufry Sierakowski wybudował pierwszy dom letniskowy
- 1819 – Karol Wegner wybudował pierwsze kąpielisko morskie
- 1823 – Jan Jerzy Haffner, były lekarz armii napoleońskiej, wzniósł zakład kąpielowy. W ciągu następnych lat powstały kolejne budynki uzdrowiskowe – Dom Zdrojowy, Łazienki Południowe i Łazienki Północne.
- 1870 – do Sopotu dotarła Kolej Tylnopomorska (linia kolejowa Koszalin–Słupsk–Gdańsk, prowadząca z Berlina przez Szczecin)
- 1898 – otwarto tor wyścigów konnych
- 8 października 1901 – dekretem cesarskim miejscowość otrzymała prawa miejskie; ich uroczyste nadanie miało miejsce 1 kwietnia 1902
- 1920 – wyłączenie Sopotu z powiatu wejherowskiego i włączenie do Wolnego Miasta Gdańska; w latach 1939–1945 w granicach III Rzeszy
- 23 marca 1945 – wkroczenie wojsk radzieckich. W wyniku walk z Niemcami zniszczonych zostało 135 budynków, co stanowiło 10% ówczesnej zabudowy.
- 1945 – wcielenie Sopotu do Polski; pozostała w mieście ludność niemiecka została wysiedlona
- 1945–1975 – siedziba powiatu, w 1945 również władz wojewódzkich
- październik 1945 – utworzenie Instytutu Sztuk Plastycznych w Sopocie (protoplasta Wyższej Szkoły Sztuk Plastycznych w Gdańsku)[4].
- 1948 – I Wystawa Sztuk Plastycznych w Sopocie  (poprzednik Festiwalu Sztuk Plastycznych w Sopocie)[4].
- 25–27 sierpnia 1961 – I Międzynarodowy Festiwal Piosenki w Sopocie[9].
- grudzień 1974 roku – powstało Towarzystwo Przyjaciół Sopotu (władze miejskie na siedzibę przydzieliły mu klasycystyczny dworek przy ul. Józefa Czyżewskiego)[5].
- kwiecień 1980 roku – pożar budynków Biura Wystaw Artystycznych (BWA)[6].

## Przynależność państwowa
Od uzyskania praw miejskich Sopot znajdował się pod panowaniem następujących państw:
- 1901-1919 –  Cesarstwo Niemieckie,  Królestwo Prus
- 1919-1920 –  Republika Weimarska
- 1920-1939 –  Wolne Miasto Gdańsk
- 1939-1945 –  III Rzesza
- 1945-1952 –  Rzeczpospolita Polska
- 1952-1989 –  Polska Rzeczpospolita Ludowa
- od 1989 –  Rzeczpospolita Polska